# Американо-эфиопские отношения
Американо-эфиопские отношения — двусторонние дипломатические отношения между Соединёнными Штатами Америки и Эфиопией.
30 июня 2023 года Соединенные Штаты сняли ограничения на помощь Эфиопии. По словам представителя национальной безопасности Белого дома Джона Кирби, ограничения были сняты благодаря прогрессу в области прав человека, особенно после соглашения о прекращении боевых действий. В то время как в регионе Тыграй продолжается насилие, основное внимание при оказании помощи уделяется поддержанию мира, усилиям по разминированию и привлечению к ответственности.

## Отношения до Холодной Войны

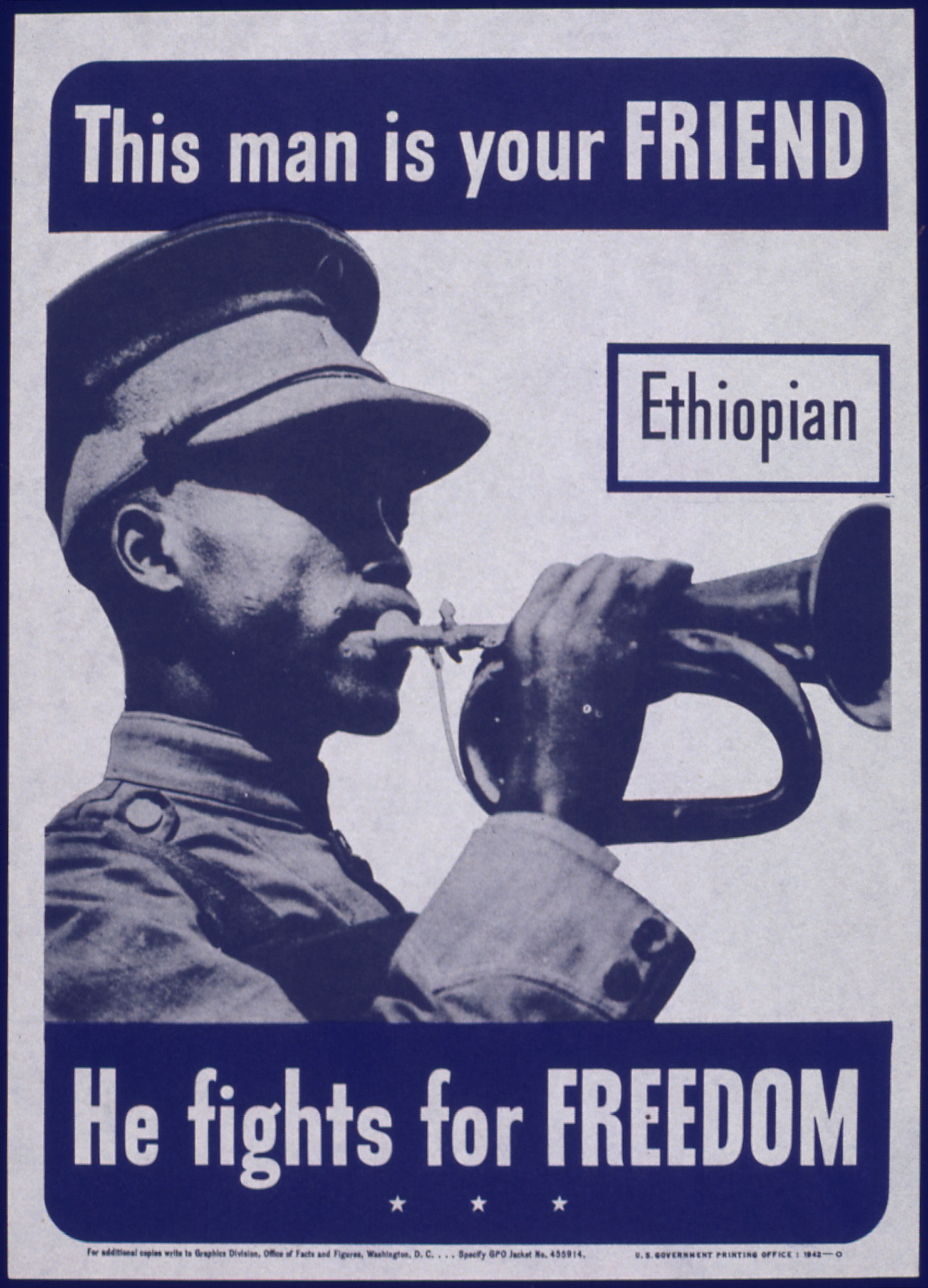
Американский плакат 1942 года. Этот человек — твой друг. Эфиоп. Он сражается за свободу

История отношений между Эфиопией и Соединёнными Штатами начинается с 1903 года Летом 1903 года, Теодор Рузвельт заявил об отправлении официальной миссии в ноябре. Миссия проследовала через порты Джибути, и 27 декабря 1903 года был подписан первый договор о дружбе и торговле между странами, и в этом же году в Аддис-Абебе было открыто американское консульство, в дальнейшем преобразованное в 1909 году в посольство 27 июля 1914 г. Эфиопия и США подписали новый договор, который заменил собой соглашение от 1903 г. Соединённые Штаты, в то время проявляли интерес главным образом к странам Латинской Америки и Дальнего Востока, не предпринимали активных действий в Эфиопии. Влияние США в период между мировыми войнами в Эфиопии было достаточно слабым. Только после второй мировой войны Эфиопия окажется в числе тех африканских стран, в которых Вашингтон займёт прочную позицию. США стали одной из пяти стран, не признавших захват Эфиопии фашистской Италией. Во Второй Мировой войне стали союзниками, а в 1944 году Эфиопия стала получать помощь по ленд-лизу.

## Отношения в период Холодной Войны
После второй мировой войны будучи одной из стран-победительниц, Соединённые Штаты Америки завоевали положение одной из ведущих держав в мире. Это обязывало проведение всеобъемлющей внешней политики. После объявления Доктрины Трумэна политика в отношении Эфиопии приобрела новый оттенок.
Одновременно с появлением на политической карте мира государства Израиль и зарождением арабо-израильского конфликта, не менее острого решения противоречий требовал назревающий спор между Эфиопией и Эритреей.
Как известно, до начала второй мировой войны Италия оккупировала Эритрею, которая на тот момент была одной из Эфиопских провинций. Союзные войска, побеждавшие итальянцев в регионе в ходе восточно-африканской кампании, захватили Эритрею, которая в дальнейшем управлялась британским военным правительством (BMA).
Политика Соединённых Штатов в то время проводилась в соответствии с экономическими интересами, вследствие чего они не могли делать резкие заявления в адрес Италии.
Когда специальным комиссиям не удалось достичь решения, проблема Эритреи была передана в ООН. Организация Объединённых Наций отправила миссию в 1948 году для выяснения интересов и пожеланий населения, расколотого между стремлением к независимости и к безусловному объединению с Эфиопией. Эритрейские мусульмане широко выступали за независимость, поскольку их территории долгое время являлись объектом набегов со стороны христианской Эфиопии. Тыграи, племя горцев-христиан Эритреи, разделилось между независимостью и союзом с Эфиопией. С конца 1940 года, начались столкновения двух групп: про-эфиопской юнионистской партии и сепаратистского блока за независимость. Их стычки происходили друг с другом в напряжённой политической обстановке, и дебаты той эпохи наглядно продемонстрировали глубокие трения между общинами и регионами, а политическое насилие — в основном со стороны юнионистов, выступавших против независимости — заметно возросло.
V сессия Генеральной Ассамблеи ООН (конец 1949 — начало 1950 гг.) утвердила англо-американский проект, по созданию федерации Эритреи и Эфиопии, то есть, по сути, присоединение всей Эритреи к Эфиопии. Советский Союз выступал против этого решения, но, тем не менее, была одержана победа блока США, Израиля и Великобритании, союзником которых выступал эфиопский император.
Соединённые Штаты, достигли полного понимания с Эфиопией, по которому Эритрея присоединяется в качестве протектора с автономией внутри федеративной системы. Эта передача власти состоялась 15 сентября 1952 года, спустя два года после того, как генеральная ассамблея ООН проголосовала за объединение Эфиопии и Эритреи, что было сделано против воли подавляющего большинства эритрейцев.

## Отношения в 1970-е годы
Американо-эфиопская дружба зарождается со спада в начале 1970-х, до эфиопской революции. В 1972—1973 гг. в Эфиопии начала расти политическая нестабильность, связанная с неспособностью и пренебрежением эфиопского правительства к обеспечению помощи для жертв приближающейся засухи. С развитием спутниковой связи и технологий, американская база Кагню, расположенная рядом с Асмэрой стала главной определяющей пост-военных отношений между США и имперским режимом Хайле Селассие. В августе 1973 года президент Никсон одобрил рекомендацию министра обороны о сворачивании базы в Асмэре. Когда эфиопское правительство стало всерьёз воспринимать растущую угрозу со стороны Сомали, которая стала главным элементом рационального объяснения для получения значительной военной помощи от США. Однако конгресс отклонил эту просьбу.
Февральская революция 1974 года привлекла абсолютно все социальные группы, институты, религиозные группы и национальности, объединённые в совместной оппозиции абсолютистскому государству. Переворот и массовый бунт солдат предшествовали началу периода социалистической революции в Эфиопии. В сентябре 1974 года империя, существовавшая около 3000 лет, была упразднена.
В декабре 1974 года Временный Военный Консультативный Совет (ВВКС) объявил о новом государственном строе Эфиопии — она превратилась в однопартийное социалистическое государство. При этом Вашингтон как будто утратил прежнее ортодоксальное отвращение по отношению к социализму в странах третьего мира, и внешне вёл себя невозмутимо относительно перспектив становления эфиопского социализма.
В то же время, усилилось стремление Эритреи к обретению независимости. Пришедший к власти марксист-ленинист Менгисту Хайле Мариам, предложил разрешить все противоречия в рамках построения социализма. Но, тем не менее, сепаратистское повстанческое движение активно набирало свои обороты, и стало действовать в провинции Тыграй. Народный фронт освобождения Эритреи (НФОЭ) возглавлял Исайяс Афеворки, а Народный фронт освобождения Тыграи — Мелес Зенауи. Оба представителя народности Тыграи, и были сплочены против Менгисту.
На тот момент Соединённые Штаты, несмотря на вывод базы из Асмэры и оказание военной помощи Эфиопии, избегали открытого вовлечения в конфликт политически неспокойных соседей в границах одного государства, но, тем не менее, политический тон в американо-эфиопских отношениях ненадолго изменился, а именно:
1. Правительство Эфиопии все более подозрительно относилось к намерениям США и открыто выступало против их политики и действий на Африканском Роге. Очевидно, Эфиопия уже не позиционировала себя союзницей США.
2. Когда боевые действия в Эритрее достигли новой силы, и жертвы среди гражданского населения стали расти, война была подвергнута общественному обсуждению в Соединённых Штатах, что явно обеспокоивало некоторых членов Конгресса.
3. Представители администрации были обеспокоены тем, что поставка значительного количества боеприпасов может привести к нежелательной степени участия США в эфиопо-эритрейской борьбе, и может иметь нежелательные последствия для американцев, ставя под угрозу доступ к американским морским коммуникациям в Эритрее на Массауа и Асаб (если Эфиопия проиграет войну).

Это может спровоцировать появление других побочных реакций, прежде всего со стороны арабских стран, которые поддерживали эритрейцев.
К осени 1975 года, эритрейскую войну затмили внутренние события в Эфиопии, которые вызвали усиление беспокойства защитников прав человека на Западе. Смерть Хайле Селласие в августе была связана с сожалением многих мировых лидеров, включая президента США Джеральда Форда, но это не ослабило напряженность в отношениях Эфиопии и США.
24 февраля 1977 года, госсекретарь США Сайрус Венс донес до подкомитета Сената по ассигнованию зарубежных операций, что администрация Картера, решила уменьшить объёмы помощи Аргентине, Уругваю и Эфиопии, потому что права человека в этих странах подвергались грубым нарушениям. Президентский кабинет начинает делать акцент на правах человека и подчеркивает важность этого элемента в проведении своей внешней политики.